# Derc
Derc (deutsch Derz) ist ein Ort in der polnischen Woiwodschaft Ermland-Masuren. Er gehört zur Gmina Jeziorany (Stadt-und-Land-Gemeinde Seeburg) im Powiat Olsztyński (Kreis Allenstein).

## Geographische Lage
Das Dorf Dertz (nach 1820 Derz) wurde 1376 gegründet: Am 14. Oktober 1376 übertrug Bischof Heinrich III. Sorbom dem Hermann Foysan die Ansiedlung des Dorfes nach Kulmer Recht. Am 12. Juni 1569 erneuerte Bischof Stanislaus Hosius die Handfeste, da das Dorf zwischenzeitlich untergegangen war. 1785 wurden für das königliche Dorf, das zum Amt Wartenburg im Kreis Heilsberg gehörte, 33 Feuerstellen erwähnt.
Zwischen 1874 und 1945 war Derz in den Amtsbezirk Lemkendorf (polnisch Lamkowo) im ostpreußischen Kreis Allenstein eingegliedert.
Im Jahre 1910 waren in Derz mit dem Wohnplatz Abbau Klarhof (polnisch Janosz, nicht mehr existent) 783 Einwohner registriert. Ihre Zahl belief sich 1933 noch auf 705 und sank bis 1939 auf 630.
Das gesamte südliche Ostpreußen musste 1945 an Polen abgetreten werden. Derz erhielt die polnische Namensform „Derc“ und ist heute eine Ortschaft im Verbund der Stadt-und-Land-Gemeinde Jeziorany (Seeburg) im Powiat Olsztyński (Kreis Allenstein), von 1975 bis 1998 der Woiwodschaft Olsztyn, seither der Woiwodschaft Ermland-Masuren zugehörig. Die Zahl der Einwohner von Derc belief sich im Jahre 2011 auf 205.

## Kirche
Bis 1945 war Derz in die evangelische Kirche Seeburg (Ostpreußen) (polnisch Jeziorany) in der Kirchenprovinz Ostpreußen der Kirche der Altpreußischen Union, außerdem in die römisch-katholische Kirche Groß Lemkendorf (polnisch Lamkowo) eingepfarrt.
Auch heute noch gehört Derc katholischerseits zur Pfarrei Lamkowo, jetzt im Erzbistum Ermland gelegen. Die evangelischen Einwohner orientieren sich zur Christus-Erlöser-Kirche Olsztyn (Allenstein) innerhalb der Diözese Masuren der Evangelisch-Augsburgischen Kirche in Polen.

## Verkehr
Derc ist von der Woiwodschaftsstraße 595 bei Kronowo ((Groß) Cronau) aus auf einer nach Gradki (Gradtken) führenden Nebenstraße zu erreichen. Außerdem gibt es Verbindungen von Krokowo (Krokau) und von Radosty (Ottendorf) sowie Radostowo (Freudenberg).
Eine Anbindung an den Bahnverkehr gibt es nicht.